# Toutry
Toutry est une commune française située dans le département de la Côte-d'Or en région Bourgogne-Franche-Comté.

## Géographie

### Hydrographie
Le Serein, le ruisseau de l'Étang, le ruisseau de la Goulotte sont les principaux cours d'eau parcourant la commune.

### Villages, hameaux, lieux-dits, écarts
Toutry est composée de plusieurs hameaux et lieux-dits : Montzeron, Maisonnette, Moulin-Grange et Moulin-du-Foulon, Champ-Merle, la Tournelle, etc.

### Climat
Pour des articles plus généraux, voir Climat de la Bourgogne-Franche-Comté et Climat de la Côte-d'Or.
En 2010, le climat de la commune est de type climat océanique dégradé des plaines du Centre et du Nord, selon une étude du Centre national de la recherche scientifique s'appuyant sur une série de données couvrant la période 1971-2000. En 2020, Météo-France publie une typologie des climats de la France métropolitaine dans laquelle la commune est exposée à un climat océanique altéré et est dans la région climatique  Lorraine, plateau de Langres, Morvan, caractérisée par un hiver rude (1,5 °C), des vents modérés et des brouillards fréquents en automne et hiver. 
Pour la période 1971-2000, la température annuelle moyenne est de 10,6 °C, avec une amplitude thermique annuelle de 16 °C. Le cumul annuel moyen de précipitations est de 791 mm, avec 12 jours de précipitations en janvier et 8,1 jours en juillet. Pour la période 1991-2020, la température moyenne annuelle observée sur la station météorologique de Météo-France la plus proche, « St Andre », sur la commune de Saint-André-en-Terre-Plaine à 5 km à vol d'oiseau, est de 11,3 °C et le cumul annuel moyen de précipitations est de 849,9 mm,. Pour l'avenir, les paramètres climatiques de la commune estimés pour 2050 selon différents scénarios d'émission de gaz à effet de serre sont consultables sur un site dédié publié par Météo-France en novembre 2022.

## Urbanisme

### Typologie
Au 1er janvier 2024, Toutry est catégorisée commune rurale à habitat dispersé, selon la nouvelle grille communale de densité à 7 niveaux définie par l'Insee en 2022.
Elle est située hors unité urbaine. Par ailleurs la commune fait partie de l'aire d'attraction d'Avallon, dont elle est une commune de la couronne,. Cette aire, qui regroupe 74 communes, est catégorisée dans les aires de moins de 50 000 habitants,.

### Occupation des sols
L'occupation des sols de la commune, telle qu'elle ressort de la base de données européenne d’occupation biophysique des sols Corine Land Cover (CLC), est marquée par l'importance des territoires agricoles (85,5 % en 2018), une proportion sensiblement équivalente à celle de 1990 (86,3 %). La répartition détaillée en 2018 est la suivante : 
terres arables (45,2 %), prairies (36,6 %), forêts (7,5 %), zones urbanisées (7 %), zones agricoles hétérogènes (3,7 %). L'évolution de l’occupation des sols de la commune et de ses infrastructures peut être observée sur les différentes représentations cartographiques du territoire : la carte de Cassini (XVIIIe siècle), la carte d'état-major (1820-1866) et les cartes ou photos aériennes de l'IGN pour la période actuelle (1950 à aujourd'hui).

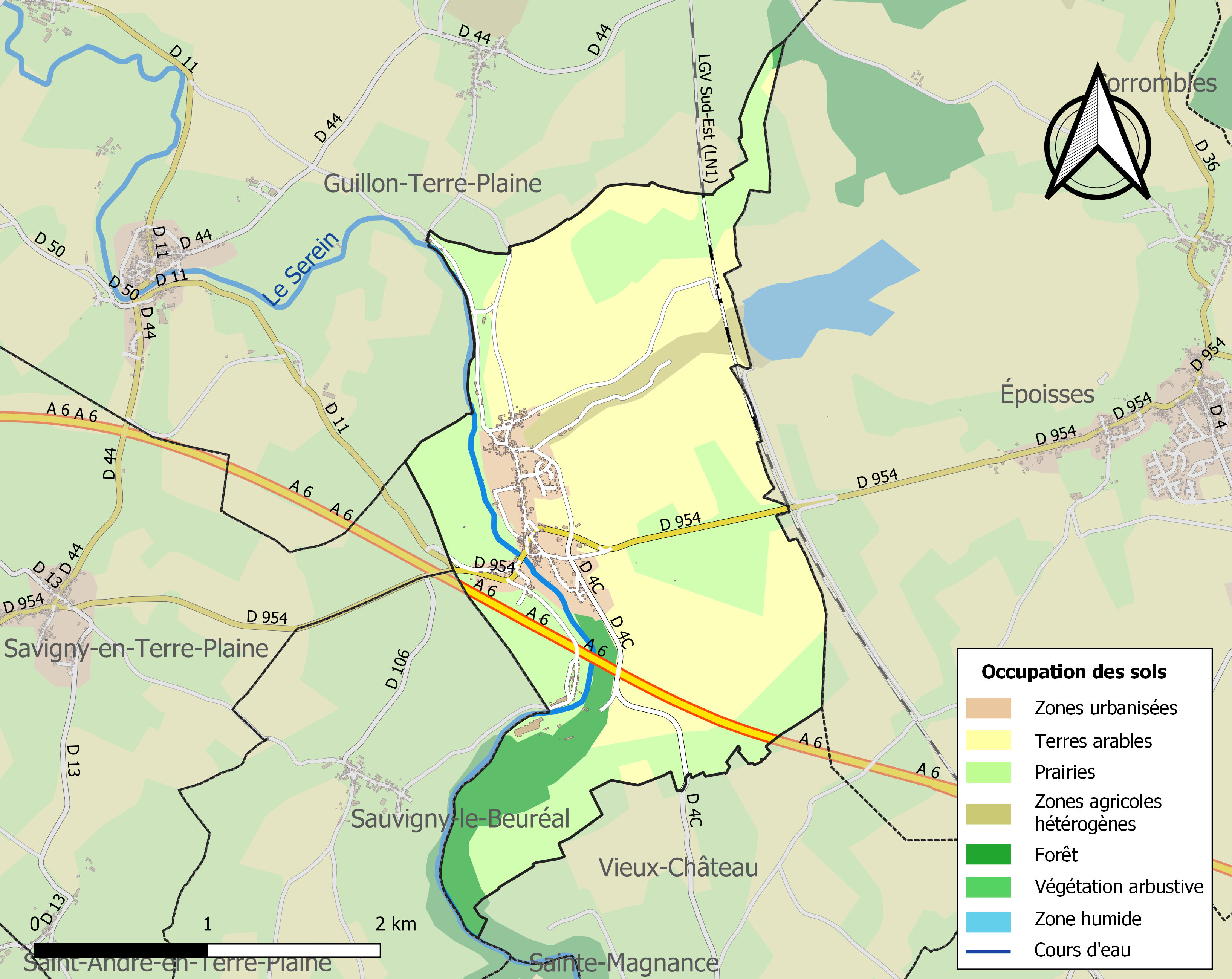
Carte des infrastructures et de l'occupation des sols de la commune en 2018 (CLC).

## Histoire

### Usine de Montzeron
Dès 1534, un moulin est établi au hameau de "Mongeson", qui deviendra Montzeron en 1734.
En 1835, le comte Comminges de Guitaut fonde une forge pour exploiter le minerai de fer local, grâce au bois de la région et à la force motrice du Serein. Il y installe deux hauts-fourneaux et des laminoirs, afin de produire du fer laminé pour les forgerons de la région. Mais l'activité se réduit à partir de 1850.
Étienne Bouhey, après son apprentissage au Creusot et son tour de France, ouvre un petit atelier de mécanique à Paris en 1844. Il se spécialise dans la fabrication de machines-outils. Afin de développer sa production, il rachète en 1856 les installations de Montzeron, pour la somme de 30.000 francs. L'entreprise se développe, avec des ateliers de mécanique, de chaudronnerie et de forge, et se diversifie dans une large gamme de machines-outils. Etienne Bouhey reçoit une médaille à l'exposition universelle de 1867 à Paris. Le fondateur se retire en 1884 et transmet la société à ses deux fils.
La Société anonyme des Usines Bouhey obtient le Grand Prix lors de l'exposition universelle de Paris de 1889. C'est alors la plus importante entreprise française de construction de machines-outils. Elle exporte dans le monde entier et son catalogue présente 300 machines différentes.
En 1895 est fondée en Russie la Société de construction de locomotives et de mécaniques qui emploiera 3500 ouvriers et équipera entièrement l'arsenal de Kharkov.
En 1900, 500 personnes environ travaillent à Montzeron.
En 1913, Schneider et Cie du Creusot absorbe la Société anonyme des Usines Bouhey et la Société Française de Machines-Outils du marquis de Dion, au sein d'une nouvelle division : la Société d’outillage mécanique et d’usinage d’artillerie (Somua). Dès lors, l'activité du groupe se diversifie notamment dans le secteur de l’armement.

## Politique et administration
| Période                                  | Période | Identité             | Étiquette      | Qualité                    |
| ---------------------------------------- | ------- | -------------------- | -------------- | -------------------------- |
| 1963                                     | 1988    | Jean Ancelle         | Sans étiquette | Meunier                    |
| 1989                                     | 1995    | Madeleine Robert     | Sans étiquette |                            |
| 2001                                     | 2014    | Guy Crétin           | Sans étiquette |                            |
| 2014                                     | 2020    | Jean-Jacques Benoist | Sans étiquette | Retraité de l'enseignement |
| 2020                                     |         | Bernard CLERC        | sans étiquette | électricien                |
| Les données manquantes sont à compléter. |         |                      |                |                            |

## Démographie
L'évolution du nombre d'habitants est connue à travers les recensements de la population effectués dans la commune depuis 1793. Pour les communes de moins de 10 000 habitants, une enquête de recensement portant sur toute la population est réalisée tous les cinq ans, les populations de référence des années intermédiaires étant quant à elles estimées par interpolation ou extrapolation. Pour la commune, le premier recensement exhaustif entrant dans le cadre du nouveau dispositif a été réalisé en 2005.

En 2022, la commune comptait 408 habitants, en évolution de −7,48 % par rapport à 2016 (Côte-d'Or : +0,82 %, France hors Mayotte : +2,11 %).
| 1793 | 1800 | 1806 | 1821 | 1836 | 1841 | 1846 | 1851 | 1856 |
| ---- | ---- | ---- | ---- | ---- | ---- | ---- | ---- | ---- |
| 435  | 409  | 410  | 429  | 507  | 557  | 595  | 495  | 507  |

| 1861 | 1866 | 1872 | 1876 | 1881 | 1886 | 1891 | 1896 | 1901 |
| ---- | ---- | ---- | ---- | ---- | ---- | ---- | ---- | ---- |
| 502  | 567  | 684  | 666  | 738  | 692  | 779  | 798  | 809  |

| 1906 | 1911 | 1921 | 1926 | 1931 | 1936 | 1946 | 1954 | 1962 |
| ---- | ---- | ---- | ---- | ---- | ---- | ---- | ---- | ---- |
| 743  | 840  | 647  | 616  | 600  | 592  | 548  | 576  | 611  |

| 1968 | 1975 | 1982 | 1990 | 1999 | 2005 | 2006 | 2010 | 2015 |
| ---- | ---- | ---- | ---- | ---- | ---- | ---- | ---- | ---- |
| 687  | 724  | 503  | 496  | 452  | 464  | 467  | 465  | 442  |

| 2020 | 2022 | - | - | - | - | - | - | - |
| ---- | ---- | - | - | - | - | - | - | - |
| 413  | 408  | - | - | - | - | - | - | - |

Les habitants de Toutry s'appellent les Toutrysiens. 
Par une superficie de 6 km2, la densité s'établirait à 70 hab/km2.

## Culture locale et patrimoine

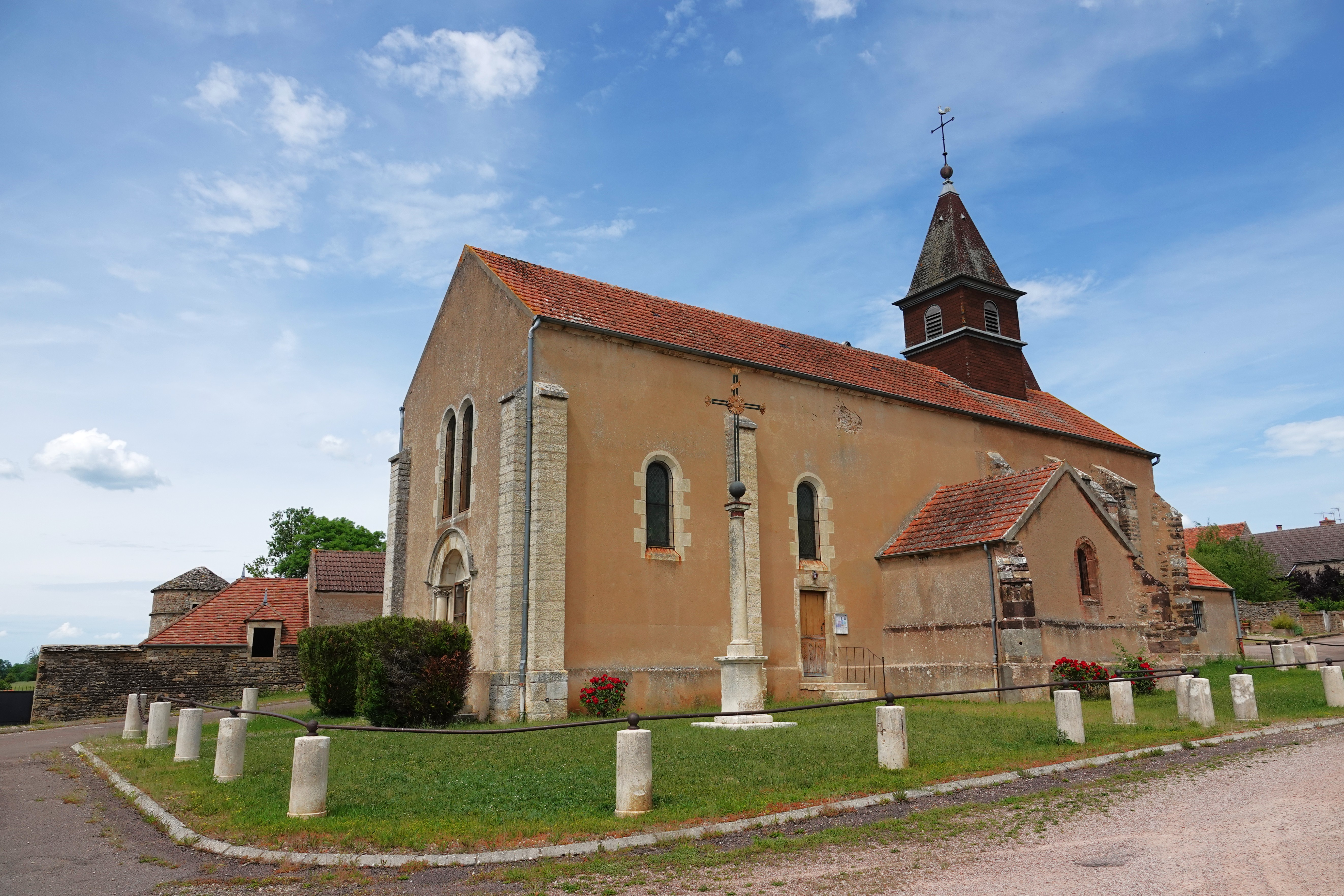
Eglise Saint-Martin.

### Lieux et monuments
- ancienne usine métallurgique de Montzeron
- chapelle de Montzeron
- église paroissiale Saint-Martin

### Personnalités liées à la commune
- Dom Claude Estiennot de la Serrée, (1639-1699), y est né et est décédé à Rome le 20 juin 1699 est un religieux de la Congrégation de Saint-Maur, historien et diplomate religieux.
- Étienne Bouhey, (1822-?), industriel, fondateur de l'usine métallurgique de Montzeron y est[16] ;
- Robert[17] et Lucien[18] Pitier, meunier et boulanger, résistants, abattus au Moulin du Pont le 9 mars 1944, lors d'une opération menée contre le maquis.
- Pierre Merlier, (1931-2017), né à Toutry est un sculpteur et artiste-peintre français.

### Héraldique
| Blason de Toutry | Blason  | Parti : au 1er d'azur aux trois épis de blé feuillés d'or, de taille croissante vers la pointe et rangés en fasce, au 2e d'or aux deux roues de moulin de six augets de sable, l'une sur l'autre. |
| Blason de Toutry | Détails | Le statut officiel du blason reste à déterminer. |